# Cornelis Apostool
Cornelis Apostool (Amsterdam, gedoopt 11 augustus 1762 - aldaar, 10 februari 1844) was een Nederlands amateur schilder en graveur in aquatint, diplomaat en museumdirecteur.

## Leven en loopbaan
Hij werd geboren te Amsterdam in 1762. Hij ging in Delft naar school en was vervolgens in Rotterdam in de leer bij een goud- en zilverwinkel. In Amsterdam bezocht hij twee jaar de Stadstekenacademie als leerling van de schilder Hendrik Meijer. 
Hij bezocht in 1786 samen met Meijer Engeland en vestigde er zich als graveur en tekenaar. Hij graveerde een portret van Lavinia Fenton, later Hertogin van Bolton, naar William Hogarth, evenals landschappen voor de The Beauties of the Dutch School, Select Views in the South of France, Travels through the Maritime Alps, en Thomas Daniell's Views of Hindostan.
Vanaf 1793 was hij te Londen commissaris-generaal van commercie en na de Bataafse Revolutie belast met het uitwisselen van krijgsgevangenen. Hij keerde terug in 1796 en werd commies tekenaar bij het Agentschap van Inwendige Politie en Waterstaat. In 1802 werd hij opnieuw naar Londen gezonden om aan de ketting liggende Bataafse schepen vrij te krijgen. 
Op 25 augustus 1808 werd hij benoemd tot de eerste directeur van het Koninklijk Museum, later het Rijksmuseum, een functie die hij tot aan zijn dood in 1844 bekleedde. Het museum was gevestigd in enkele vertrekken van de residentie van koning Lodewijk Napoleon, het Paleis op de Dam, en had nog een bescheiden collectie. Vanwege de beperkte financiële middelen verzamelde hij werken van Hollandse en Vlaamse meesters. Op 1 mei 1810 werd hij benoemd tot lid van de pas opgerichte Koninklijk Instituut van Wetenschappen, Letterkunde en Schoone Kunsten.
Na de val van Napoleon zond Koning Willem I hem aan het hoofd van een delegatie, waaronder Charles Howard Hodges, naar Parijs om Nederlandse kunstschatten terug te vorderen. De schilderijen die werden teruggebracht gingen echter niet naar het Rijksmuseum, maar vormden de kern van het Koninklijke Kabinet van Schilderijen in het Mauritshuis.  In 1817 begeleidde hij de verhuizing van het Rijksmuseum naar de tweede verdieping van het Trippenhuis. 
Vanaf 1835 begon Apostools gezondheid hem parten te spelen, maar hij bleef directeur van het Rijksmuseum. Hij overleed begin 1844 in zijn woning in het Trippenhuis.
- Biblioteca Nacional de España: XX1715974
- Biografisch Portaal: 03638405
- Digitale Bibliotheek voor de Nederlandse Letteren: apos002
- Gemeinsame Normdatei: 1131100743
- International Standard Name Identifier: 0000 0000 6708 4836
- Library of Congress Control Number: nr99022090
- Nederlandse Thesaurus van Auteursnamen: 069916683
- RKD-Nederlands Instituut voor Kunstgeschiedenis: 2200
- Union List of Artist Names: 500110014
- Virtual International Authority File: 71312739
- WorldCat: E39PBJr7TR8ycXMHdgDvkv34v3